# Erpnext
ERPNext是一個開源統包的企業資源規劃（ERP軟體），開發商為Web Notes Technologies Pvt Ltd，建立在MySQL資料庫系統，使用Python的軟體框架。該軟體為開源替代方案，就像是NetSuite、QAD、Odoo及Openbravo這類一樣。

## 涵蓋領域
ERPNext隨機的模組：
- 會計
- 資產管理
- 客户关系管理
- 人力资源管理
- 製造業
- 銷售時點情報系統
- 项目管理
- 採購
- 銷貨管理
- 仓库管理系统
- 學生資訊系統
- 醫療資訊系統
- 農業管理
- 非營利組織

1. ↑  . 2025年2月21日  [2025年2月21日].